# Спанцов (комуна)
Спанцов (рум. Spanțov) — комуна у повіті Келераш в Румунії. До складу комуни входять такі села (дані про населення за 2002 рік):
- Спанцов (1219 осіб)
- Станча (2574 особи)
- Четатя-Веке (888 осіб)

Комуна розташована на відстані 65 км на південний схід від Бухареста, 44 км на захід від Келераші, 147 км на захід від Констанци.

## Населення
За даними перепису населення 2002 року у комуні проживала 4681 особа. Усі жителі комуни рідною мовою назвали румунську.
Національний склад населення комуни:
| Національність | Кількість осіб | Відсоток |
| -------------- | -------------- | -------- |
| румуни         | 3780           | 80,8%    |
| цигани         | 901            | 19,2%    |

Склад населення комуни за віросповіданням:
| Релігія       | Кількість осіб | Відсоток |
| ------------- | -------------- | -------- |
| православні   | 4411           | 94,2%    |
| п'ятдесятники | 186            | 4,0%     |
| старообрядці  | 38             | 0,8%     |
| адвентисти    | 18             | 0,4%     |